# レーオポルト・シュミット
レーオポルト・シュミット（Leopold Schmidt、1912年3月15日 - 1981年12月18日）は、オーストリアの民俗学者、ゲルマニスト、民衆劇研究家、民謡研究家、オーストリア民俗博物館（ウィーン）館長、オーストリア民俗学会会長。

## 来歴・人物
ウィーン生まれ。青年期から事実を重視する研究姿勢を見せ、ナチス・ドイツ期にも時流に迎合せず、5年間の兵役を強いられた。第二次世界大戦後のドイツ語圏の民俗学の再建をになった第一世代の代表的存在で、博物館の運営と並行して旺盛な執筆者でもあった。100冊を超える著作を世に送り、また業績目録には5,500点の著述が記録されているなど、研究対象は民俗学のほぼすべての領域にわたり＜最後の万能型学究＞とも称される。ウィーン大学の民俗学科ではナチス加担者の経歴をもつウィーン大学ゲルマニスティクの同窓の先輩リヒャルト・ヴォルフラムとオットー・ヘーフラーが復権したため、オーストリア民俗博物館を拠点に対立を続けた。晩年にはドイツ民俗学界に戦後の第二世代が台頭するなか、特にその代表者であるヘルマン・バウジンガーから、客観的な事実研究の可能性をめぐって方法論的な批判を受けた。
1981年、ウィーンで死去。オーストリア民俗学界は、今もシュミットの衣鉢を継ぐ傾向を見せている。

## 著作（日本語訳）
- オーストリア民俗学の歴史 河野眞訳・解説 名著出版 1992
- 精神科学としての民俗学 河野眞訳・解説 愛知大学国際問題研究所『紀要』第89号（1989年），p.244-201.
- 信仰なき習俗 － 公的シンボル動作をめぐる意味解釈の変遷 河野眞訳・解説 愛知大学一般教育研究室『一般教育論集』第2号（1989年），p.51-79.
- 巡礼研究と民俗学 河野眞訳・解説 愛知大学文学会『文学論叢』第88輯(昭和63/1988年)，p.264-228.
- ゲーテと巡礼慣習 河野眞訳・解説 愛知大学文学会『文学論叢』第85輯（昭和62/1987年），p.200-164.